# Бехам, Ханс Зебальд
Ханс Зебальд Бехам (нем. Sebald Hans Beham, 1500, Нюрнберг — 22 января 1550, Франкфурт-на-Майне) — немецкий живописец, рисовальщик и гравёр эпохи Северного Возрождения. Ученик и последователь Альбрехта Дюрера, кляйнмайстер. Старший брат художника Бартеля Бехама.
Примерно до 1532 года гравюры Бехама имели монограмму «HSP», отражающую нюрнбергское произношение его фамилии: Пехам. После этой даты, когда мастер обосновался во Франкфурте, его монограмма изменилась на «HSB». Эта монограмма послужила причиной того, что его имя прочитывали как «Ханс Зебальд Бехам», однако документальных подтверждений этому дополнительному имени нет, поскольку «H» в монограмме, вероятно, представляет собой второй слог его фамилии.
Ханса Бехама не следует путать с его современником Хансом Бехамом (Бехемом или Бёмом), также из Нюрнберга, который отлил колокол «Сигизмунд» (Зигмунт) в Вавельском замке в Польше для короля Сигизмунда I Старого.

## Биография
Ханс родился в Нюрнберге. О его родителях ничего не известно. Его брат Бартель Бехам, на два года младше, также был художником. Об образовании Ханса нет никаких документов. Вероятно, он первым из учеников Дюрера поступил в мастерскую учителя ещё в 1518 году. 
В 1521 году он упоминается как «ученик живописца» (Malergeselle), а к 1525 году он уже был владельцем собственной мастерской в Нюрнберге.

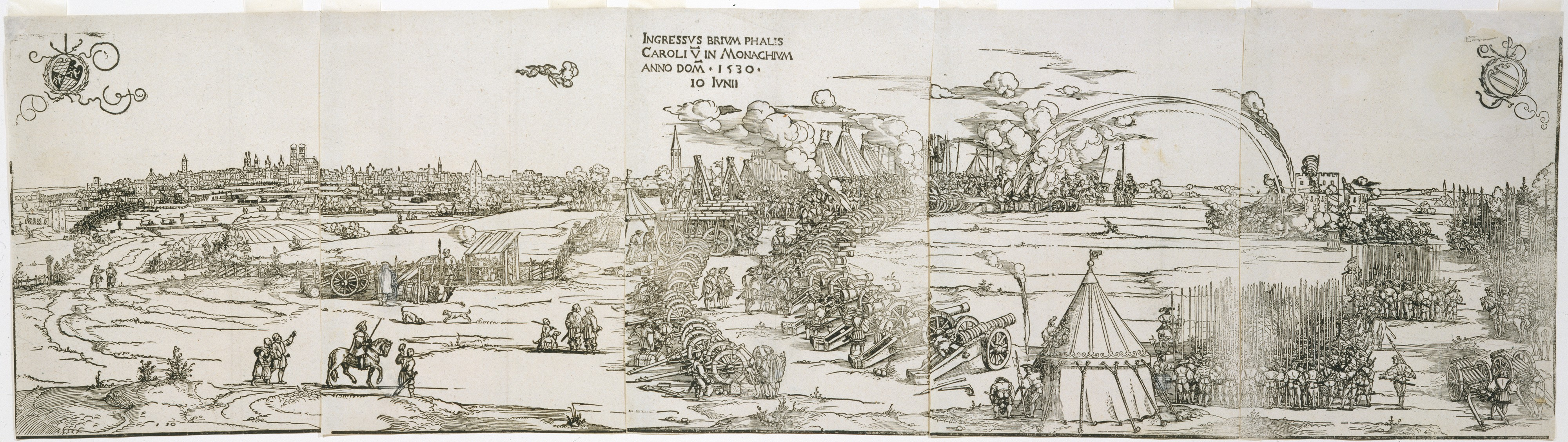
Вступление Карла V в Мюнхен (Военный парад 10 июня 1530 года). 1530. Гравюра на дереве

Ханс Зебальд был «социальным художником», он выпускал сатирические гравюры, в частности, в 1521 году он опубликовал гравюру, обличающую «роскошества монахов». Как и многие художники его времени, он был сторонником Реформации, но обличал «реакционную сущность лютеранства». Осенью 1524 года он вошёл в заговорщический кружок, образовавшийся вокруг реформаторского теолога Томаса Мюнцера. В это время Мюнцер хотел напечатать в Нюрнберге свою «защитную речь» против Мартина Лютера. Художники Георг Пенц, Бартель и Зебальд Бехамы должны были обеспечить поддержку «оборонительной речи» своими гравюрами. Однако их заговорщические встречи были раскрыты, и трое художников вместе с директором Нюрнбергской школы Гансом Денком, в доме которого они проходили, около 10 января 1525 года были заключены в тюрьму. Постановлением от 26 января «три безбожных художника» были высланы из города за свои «безбожные взгляды» и за "разжигание «революционного брожения в народе».
В 1528 году Ханс Зебальд вернулся в родной Нюрнберг, но вновь был обвинён в безбожии и распространении эротических рисунков и гравюр. Бехам поспешно покинул город из-за угрозы ещё одного судебного преследования за книгу, выпущенную им под своим именем, о пропорциях лошади, которую посчитали копией неопубликованной рукописи недавно умершего Альбрехта Дюрера. Бехам решил навсегда покинуть Нюрнберг, работал в различных немецких городах; его гравюры на дереве между 1527 и 1530 годами были опубликованы в Ингольштадте, а в 1530 году он побывал в Мюнхене, где запечатлел триумфальный въезд императора Карла V на гравюре под названием «Военный парад 10 июня 1530 года». С 1532 года он жил преимущественно во Франкфурте-на-Майне, получив гражданство в 1540 году и оставаясь там до своей смерти десять лет спустя.
Известно, что он был дважды женат: в 1540 году на Анне, в 1549 году, овдовев, Бехам женился на Элизабет Вольф, дочери сапожника из Бюдингена.

## Творчество
Ханс Зебальд Бехам за свою творческую жизнь создал около 252 резцовые гравюры, 18 офортов и 1500 ксилографий, включая иллюстрации к книгам. С 1518 года Ханс Зебальд работал в мастерской А. Дюрера, однако считается, что он подражал более способному и удачливому младшему брату Бартелю.
Как и другие ученики Дюрера, он заимствовал антикизирующие мотивы из итальянских гравюр, в частности Маркантонио Раймонди. 
Помимо политических листков он, продолжая традицию Дюрера, проявлял интерес к крестьянским сценам, например офорт «Танцующие крестьяне» (1522), разным анекдотическим сюжетам, создавал гравюры эротического содержания.
Бехам много работал над миниатюрными, детализированными гравюрами, многие из которых были размером с почтовую марку, что позволяет отнести его к немецкой школе «кляйнмайстеров». Такие гравюры он печатал и публиковал сам, а более крупные ксилографии в основном выполняли по его рисункам подмастерья. Он также создавал рисунки для витражей, игральных карт и обоев.
Его ранние работы созданы под влиянием Дюрера, который всё ещё работал в Нюрнберге, и одна из его ранних гравюр на дереве: «Голова Христа», к которой во второй стадии была добавлена монограмма «AD» (хотя, вероятно, не Бехамом), долгое время ошибочно приписывалась Дюреру. Он также заимствовал элементы из более оригинальных работ своего брата Бартеля. В поздних произведениях переосмысливал многие из самых известных гравюр Дюрера, например, в «Меланхолии» 1539 года, используя разницу в масштабе между своей работой и оригиналом. Оригинальны его гравюры на чёрном фоне, вероятно, выполненные под влиянием ювелирных изделий с «чернью» по металлу.

## Галерея

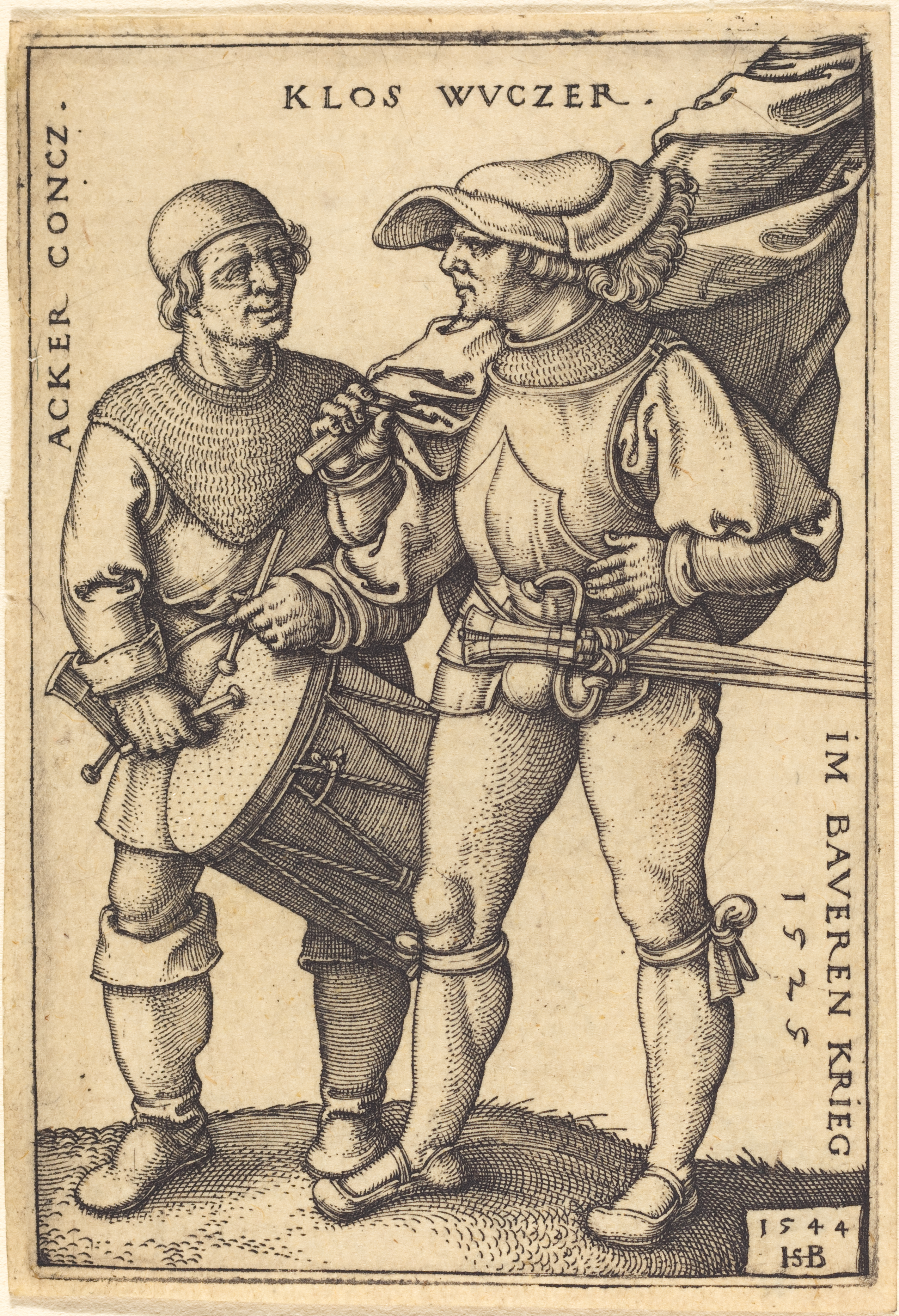
Знаменосец и барабанщик. 1544. Гравюра резцом на меди
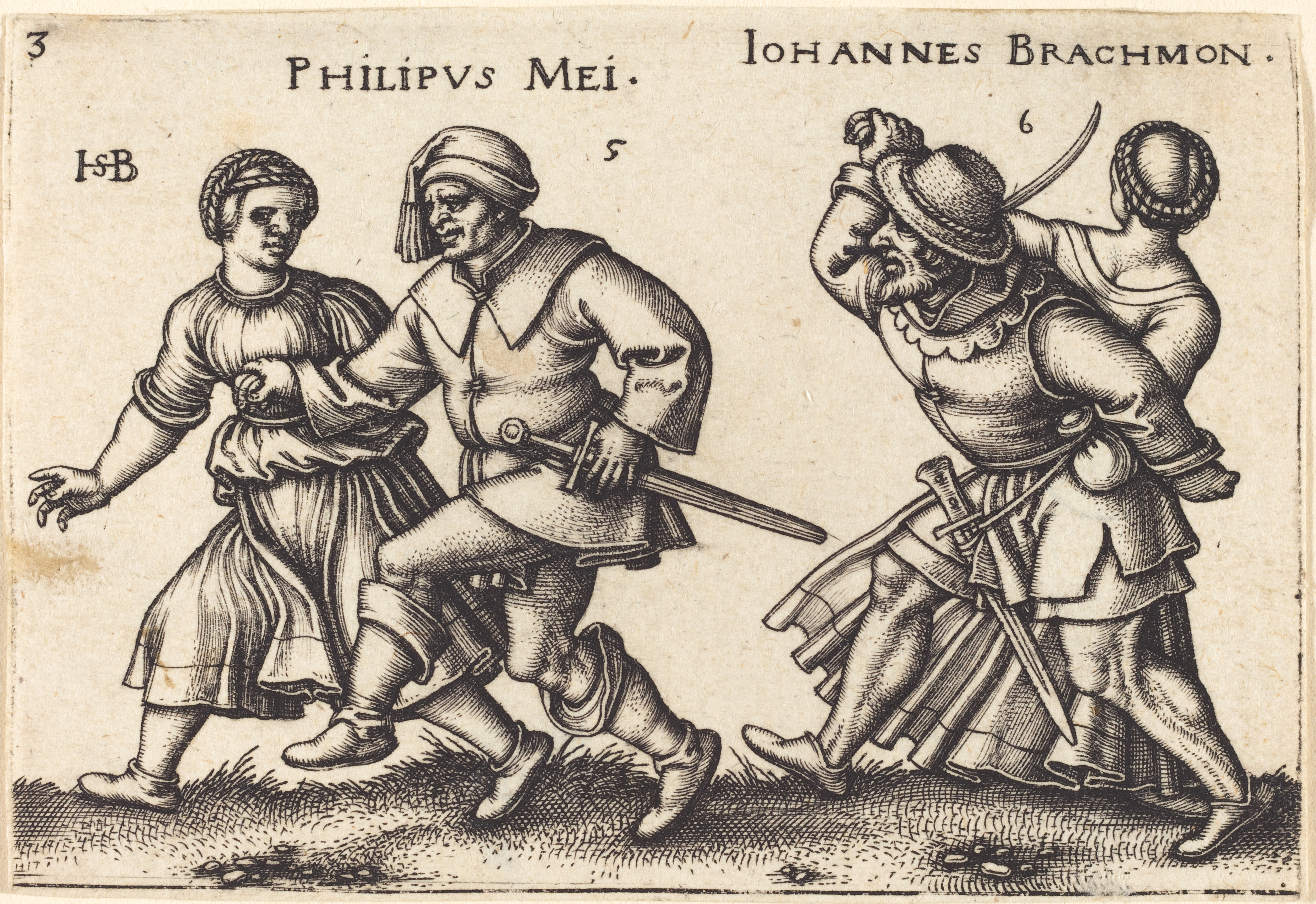
Май и Июнь. Из серии "Крестьянский праздник", или "Двенадцать месяцев". 1546-1547. Гравюра резцом на меди
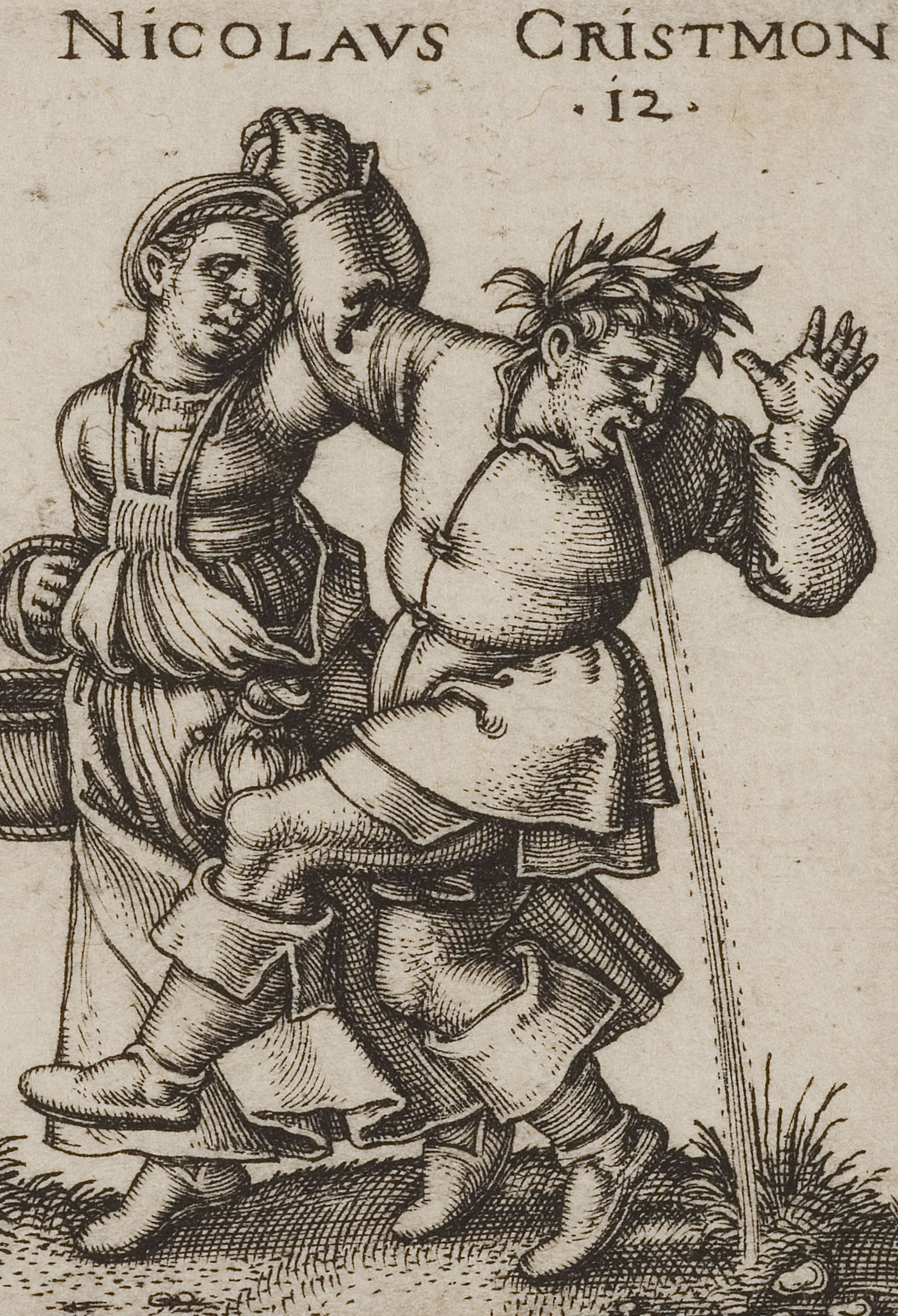
Лист 6 из серии "Крестьянский праздник", или "Двенадцать месяцев". Деталь. 1546. Гравюра резцом на меди
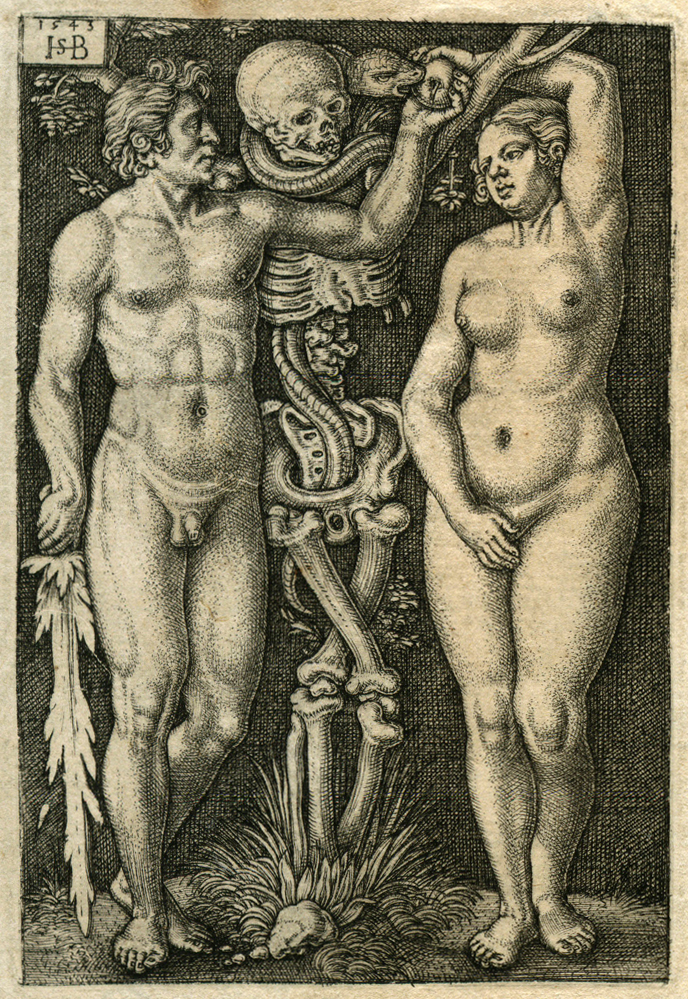
Адам и Ева. Офорт, резец. 8,2 × 5,6 см
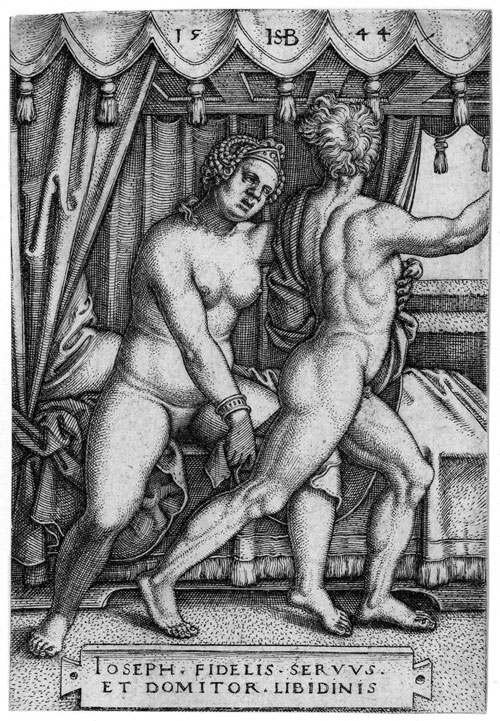
Иосиф и жена Потифара. 1544. Гравюра резцом на меди
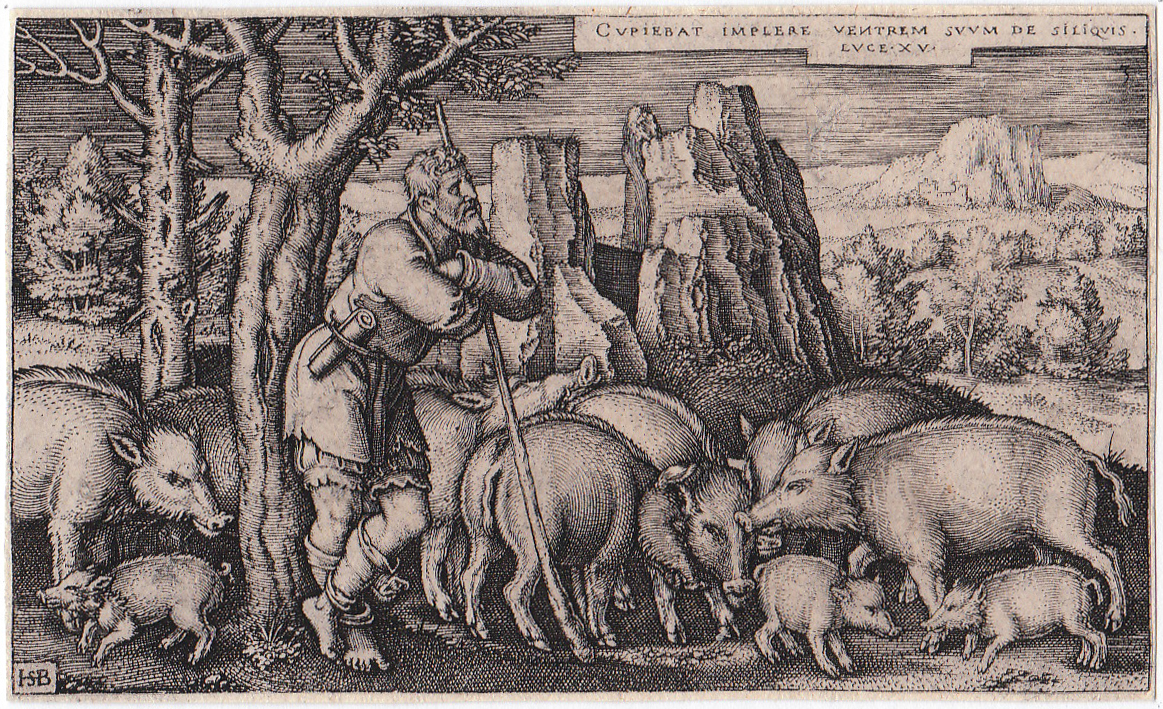
Притча о блудном сыне. 1538. Гравюра резцом на меди. Размер 5,8 x 9,6 см
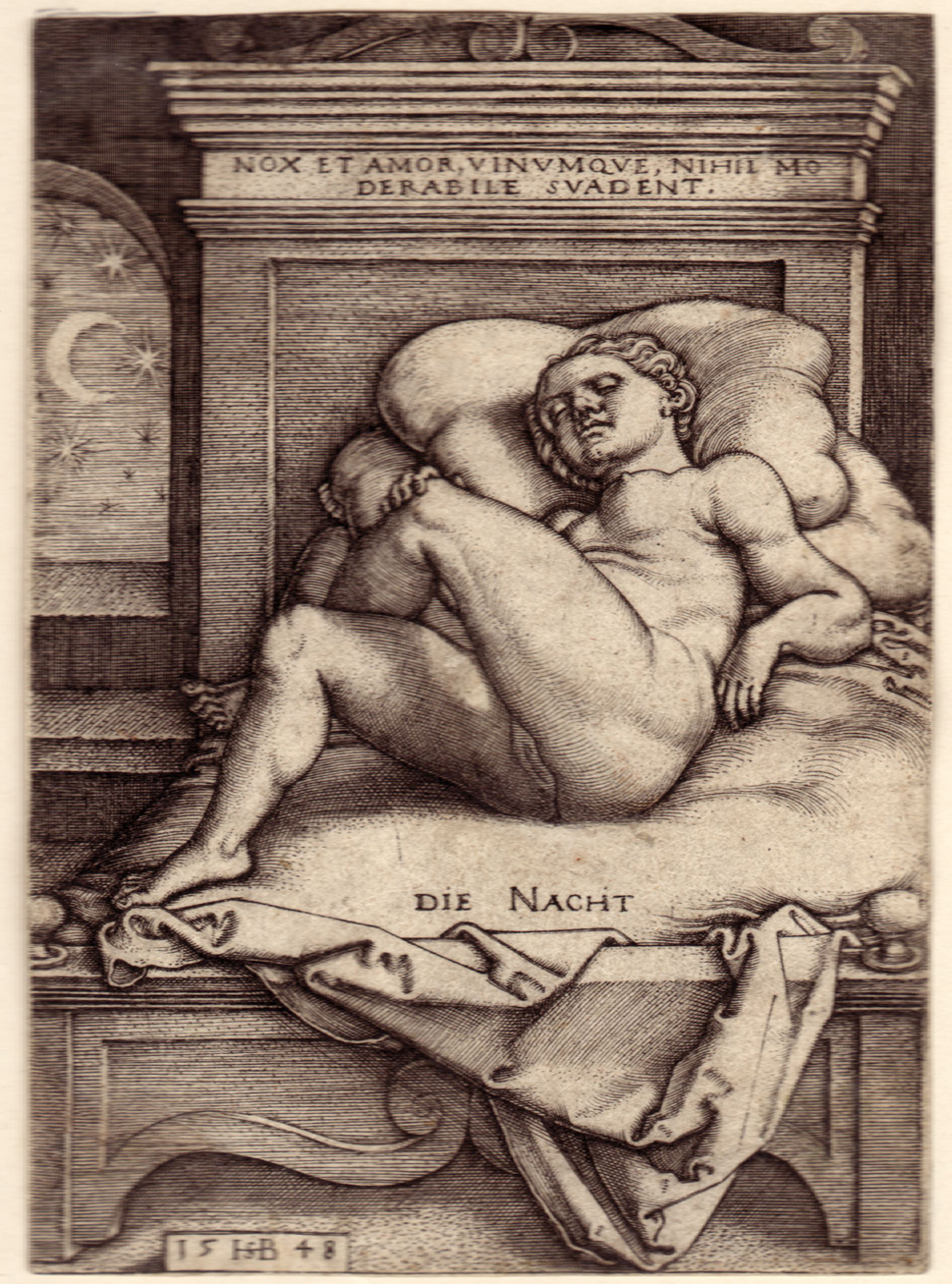
Ночь. 1548. Гравюра резцом на меди. Размер 10,8 x 7,8 см